# Black Hope
Black Hope (tłum. Czarna nadzieja) – piąta płyta autorska amerykańskiego saksofonisty jazzowego Kenny'ego Garretta z 1992 roku.

## Utwory
1. "Tacit Dance" (kompozytor: Garrett) (6:08)
2. "Spanish-Go-Round" (kompozytor: Garrett) (4:08)
3. "Computer "G" (kompozytor: Garrett) (10:03)
4. "Van Gogh's Left Ear" (kompozytor: Garrett) (7:39)
5. "Black Hope" (kompozytor: Garrett) (3:51)
6. "Jackie & The Bean Stalk" (kompozytor: Garrett) (7:02)
7. "Run Run Shaw" (kompozytor: Garrett) (4:45)
8. "2 Step" (kompozytor: Garrett) (5:24)
9. "Bone Bop" (kompozytor: Garrett) (4:53)
10. "Books and Toys" (kompozytor: Garrett) (5:41)
11. "Bye Bye Blackbird (kompozytor: Dixon, Henderson) (4:32)
12. "Last Sax" (kompozytor: Garrett) (1:34)

## Muzycy
- Kenny Garrett – saksofon altowy, saksofon sopranowy
- Joe Henderson – saksofon tenorowy
- Kenny Kirkland – fortepian, syntezator
- Donald Brown – syntezator
- Charnett Moffett – kontrabas
- Ricky Wellman – perkusja
- Brian Blade – perkusja, cymbałki
- Don Alias – instrumenty perkusyjne